# James Cadet-serie
De James Cadet-serie is een serie lichte motorfietsen die het Britse merk James produceerde van 1949 tot 1966.

## Voorgeschiedenis
James was een van de oudste motorfietsmerken in het Verenigd Koninkrijk. Het begon al in 1902 met de bouw van gemotoriseerde fietsen. Later ontwikkelde het zich tot een modern bedrijf dat vaak voorloper was op technisch gebied. Het resulteerde in (voor die tijd) zware een- en tweecilinders van 500- tot 600 cc, waaronder geliefde zijspantrekkers. Na de Grote Depressie reageerde James snel door het failliete Baker te kopen, een bedrijf dat bekend stond om zijn lichte Precision- en Beardmore-Precision inbouwmotoren. Aan het begin van de Tweede Wereldoorlog werd de fabriek gebombardeerd, maar in 1943 leverde men de James M.L. ("Military Lightweight") al aan het Britse leger. Deze machine werd aangedreven door de 122cc-Villiers 9D tweetaktmotor. Tegen het einde van de oorlog bleven er ongeveer 1.500 à 2.000 van deze machines over, werden in civiele kleuren gespoten en aan klanten verkocht. 

## 122cc-modellen

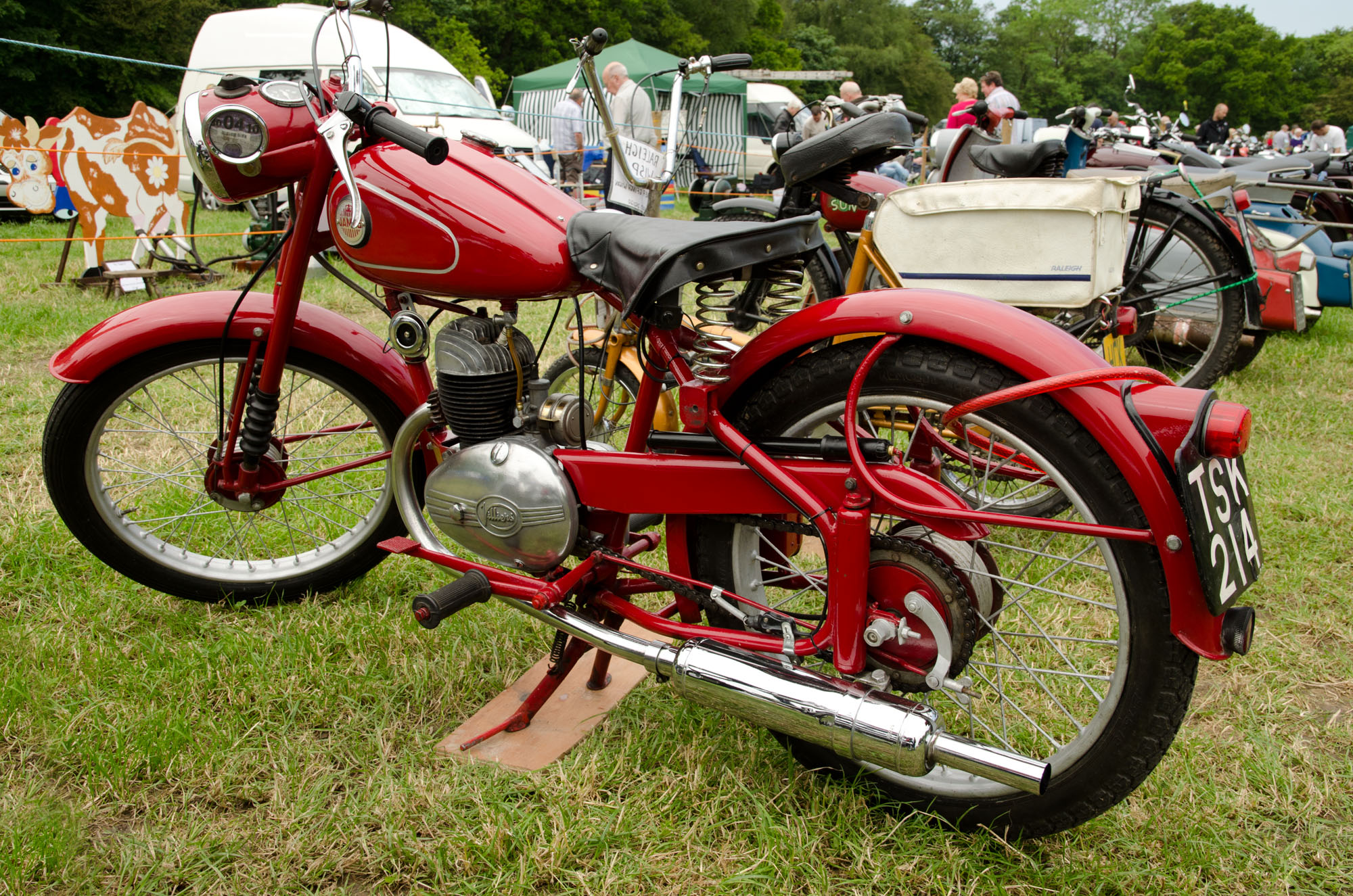
James Cadet J15 uit 1954

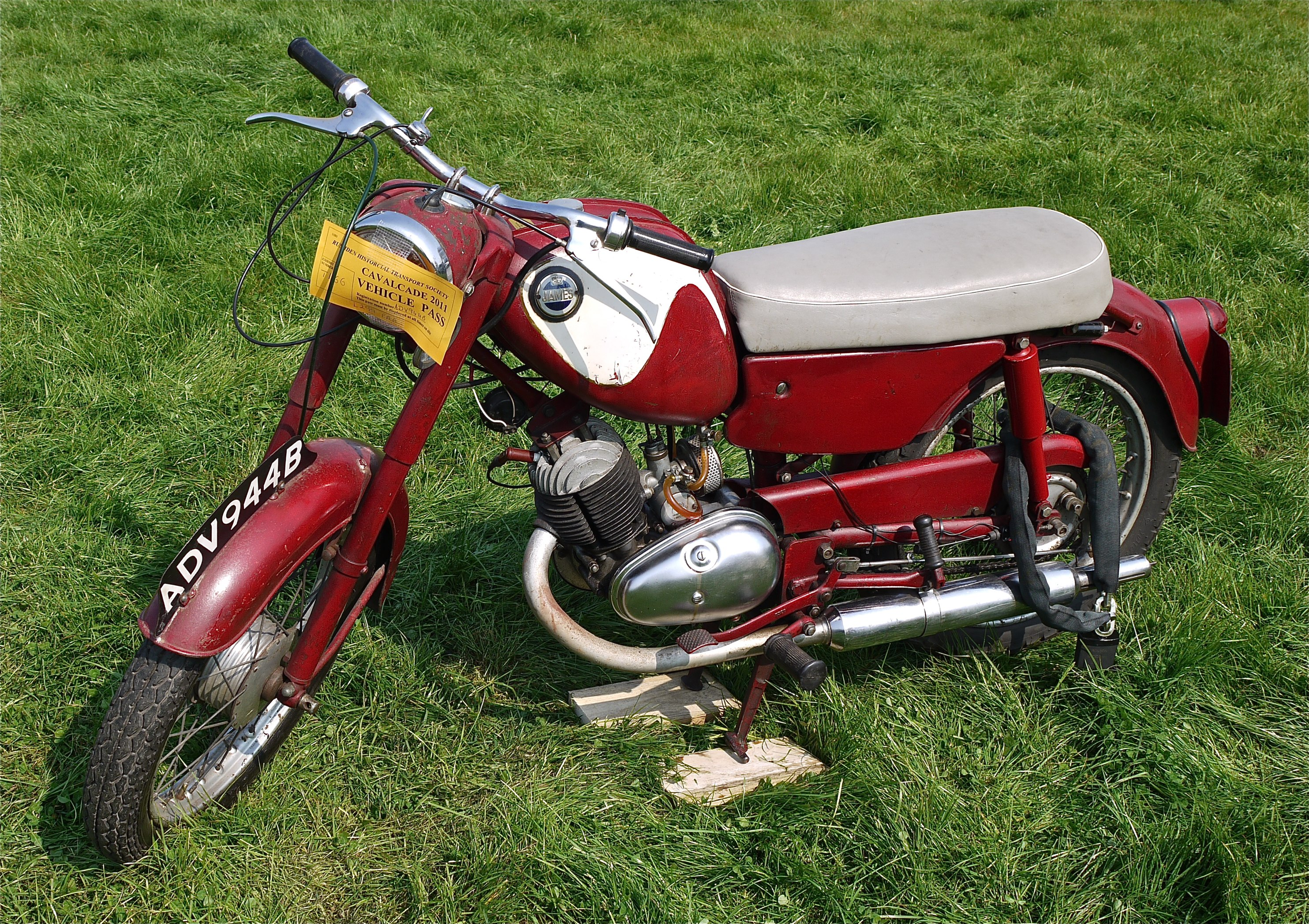
James Cadet M15 uit 1964

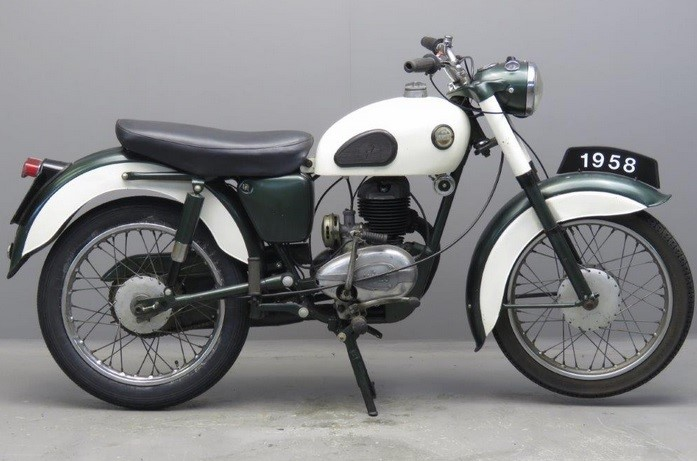
Een laat model Cadet L15(A) uit 1958, al met twee achterschokdempers

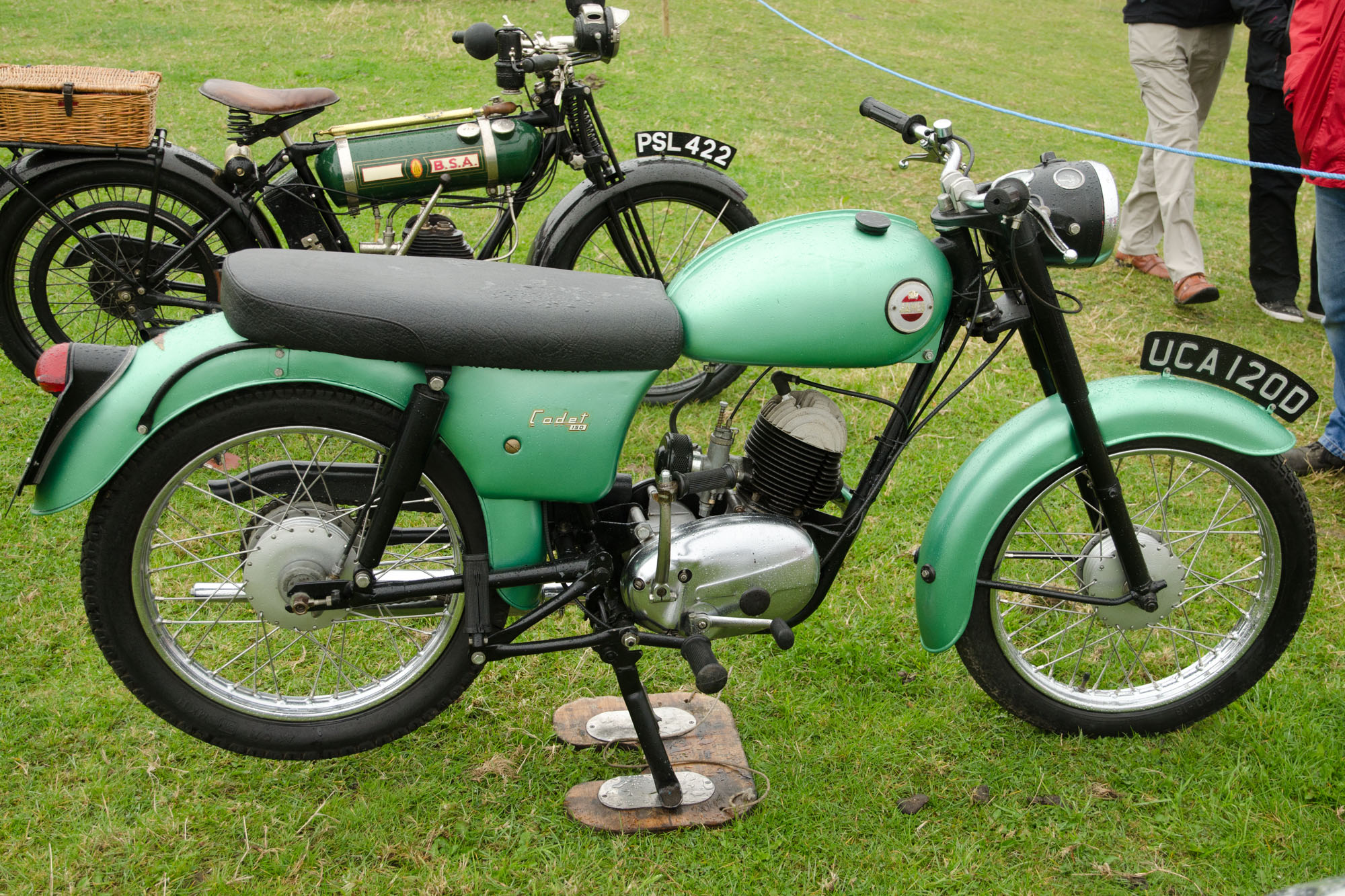
James Cadet M16 uit 1966

### 10D Deluxe
Nadat de productie van de James M.L. in 1948 eindigde, verschenen in 1949 vier nieuwe modellen, de 98cc-James 1F en 1F Deluxe (met Villiers 1F-motor), de 200cc-6E Deluxe (met Villiers 6E-motor) en de 122cc-10D Deluxe (met Villiers 10D-motor). De F1 Deluxe en de 10D Deluxe leken erg op elkaar, maar waren niet erg "luxe". De luxe zat in enkele cosmetische aanpassingen, zoals het verchroomde logo op het voorspatbord, de verchroomde, elektrische claxon en verchroomde lichtschakelaars.Verder hadden beide modellen nog een eenvoudige, ongedempte girdervoorvork en geen achtervering. 

### Cadet Standard en Cadet Deluxe
In 1950 werden de namen van de Villiers-motoren in de typeaanduiding losgelaten: de 98cc-modellen werden James "Comet", de 200cc-modellen werden James "Captain" en de 122cc-modellen kregen de naam "Cadet". Er kwamen nu ook van de Cadet twee uitvoeringen: de Standard met dynamoverlichting, middenbok, een Dunlop-telescoopvork met rubbervering, maar zonder bagagedrager. De Cadet Deluxe had accuverlichting (die zonder motor toch bleef branden), een elektrische claxon en een bagagedrager. De koplamp was ook groter en bevatte een ampèremeter. Het verchroomde logo op het voorspatbord was bij de Standard niet toegepast, bij de Deluxe wel. De middenbok was bij de Deluxe vervangen door zowel een voorwiel- als een achterwielstandaard. In 1951 kregen beide modellen een normaal geveerde telescoopvork en een middenbok. De overige verschillen bleven. In 1952 werd alleen de Standard nog geleverd zonder achtervering. De Deluxe had toen al plunjervering achter en kreeg de naam Cadet J6 Deluxe.

### Cadet J6 Deluxe en Cadet J5
In 1952 verscheen ook al de Cadet J6 Deluxe met plunjervering achter. Deze machine had ook een andere motor, de Villiers 13D. De machine was bordeauxrood met gouden biezen en een klein bagagerekje. De productie eindigde in 1953 toen de J5 verscheen. Ook die kreeg de Villiers 13D-motor en was verder vrijwel identiek aan de Cadet J6 Deluxe, met uitzondering van het verchroomde logo op het voorspatbord. De productie eindigde in 1954. 

## 150cc-modellen
In 1955 kregen de Cadet-modellen de 147cc-Villiers Mk 30D-motor. Dat was nodig, want een jaar eerder was de concurrerende BSA Bantam ook op 150cc gebracht. 

### Cadet J15
Behalve de nieuwe, grotere motor veranderde er aan de Cadet J15 uit 1955 niet veel. De machine was nog steeds bordeauxrood met zilveren biezen en had een telescoopvork en plunjervering. De machine werd slechts één jaar geleverd. 

### Cadet L15 en Cadet L15A (Flying Cadet)
De Cadet L15 uit 1956 zag er door meer plaatwerk rondom het achterwiel veel forser uit. Dat plaatwerk was ook nodig om de centrale, ongedempte schroefveer te verstoppen die binnen in het achterspatbord voor de vering zorgde. De machine had nog een korte uitlaat met het demperdeel onder de versnellingsbak. In 1958 kreeg ze echter een langere, sigaarvormige uitlaat en konden klanten al kiezen voor een duozadel. In 1959 was het duozadel standaard. Toen verscheen ook de L15A "Flying Cadet", die nog wat vlotter was vormgegeven. Deze machine kreeg de eigen AMC 15T-motor van Associated Motor Cycles, sinds 1951 eigenaar van het merk James. Dit model bleef tot 1962 in productie, maar kreeg rond 1958 twee schokdempers en een swingarm.

### Cadet M15
De James Cadet M15, die in 1962 verscheen, was helemaal herzien. De monoveer achter was vervangen door twee hydraulisch gedempte veerelementen, de tankvorm en de kleuren waren gewijzigd en de zijdeksels waren langer geworden, waardoor er op het oog meer plaatwerk was, volgens de geldende mode begin jaren zestig. De hoofdkleur was Stromboli Red met witte markeringen op de tank. 

### Cadet M16
Pas in 1965 kwam de opvolger, de Cadet M16. Motorisch was er niets veranderd, maar deze machine werd geleverd in Metallic Green en een belangrijk deel van het plaatwerk was weer verdwenen, waardoor de machine ranker en lichter oogde. De productie eindigde in 1966, toen AMC ophield te bestaan en werd verkocht aan Dennis Poore.  

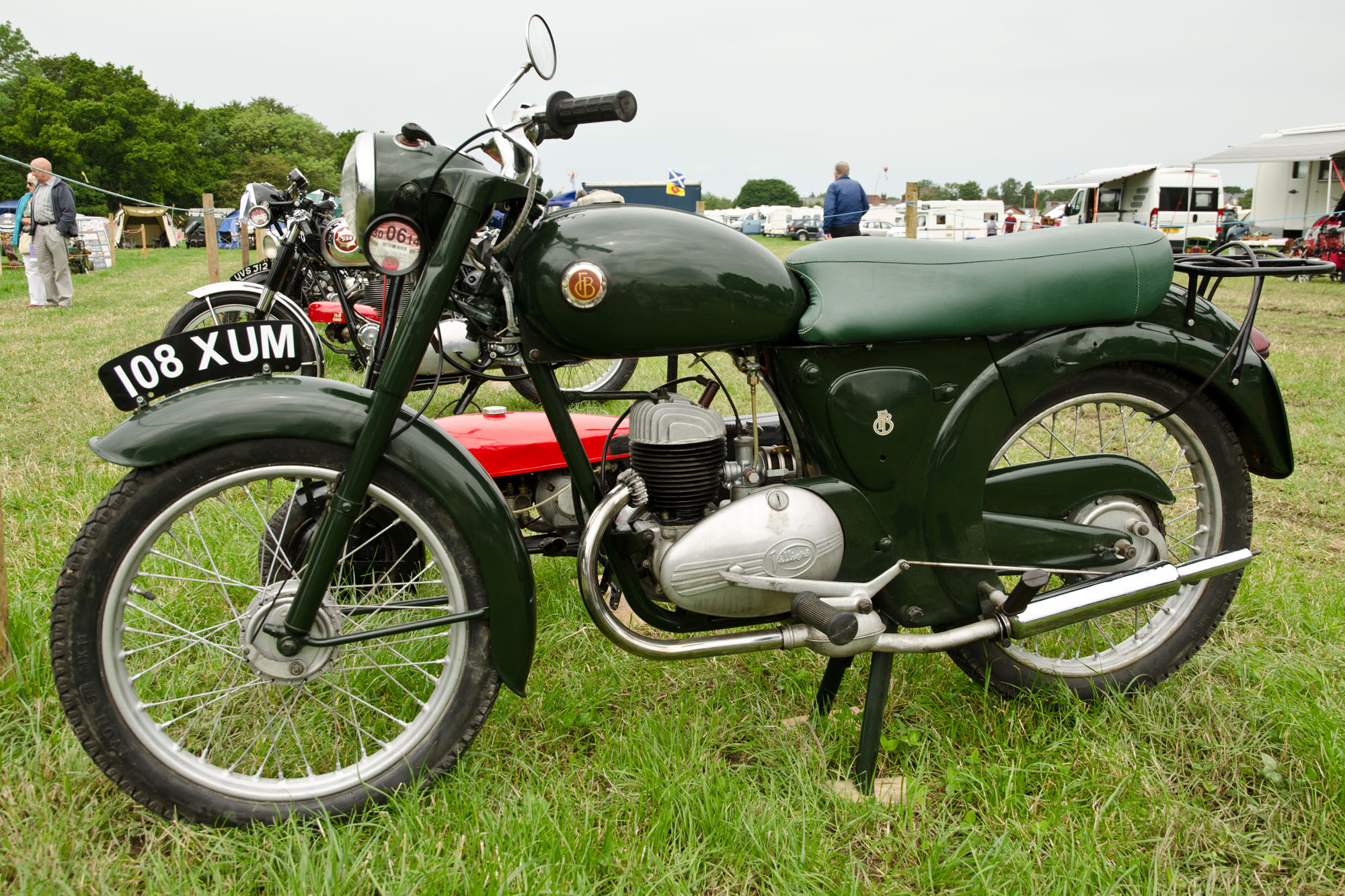
De Francis-Barnett Plover had in 1959 dezelfde monovering met swingarm als de James Cadet L15/L15A

## Associated Motor Cycles
In 1951 werd James overgenomen door Associated Motor Cycles, dat al bestond uit Matchless, AJS en het in 1947 overgenomen Francis-Barnett. Matchless en AJS leverden al identieke 350- en 500cc-modellen (badge-engineering) en ook James en Francis-Barnett-modellen gingen erg op elkaar lijken. AMC ging in 1966 failliet en toen verdwenen deze merken dan ook van de markt. 

## Technische gegevens
| James                  | 10D Deluxe                                        | Cadet Standard                                    | Cadet Deluxe                                      | Cadet J6 Deluxe                                   | Cadet J5                                          | Cadet J15                                         | Cadet L15                                                  | Cadet L15A                                                 | Cadet M15                                         | Cadet M16                                         |
| ---------------------- | ------------------------------------------------- | ------------------------------------------------- | ------------------------------------------------- | ------------------------------------------------- | ------------------------------------------------- | ------------------------------------------------- | ---------------------------------------------------------- | ---------------------------------------------------------- | ------------------------------------------------- | ------------------------------------------------- |
| Periode                | 1949                                              | 1950-1952                                         | 1950-1952                                         | 1952-1953                                         | 1953-1954                                         | 1955                                              | 1956-1959                                                  | 1959-1962                                                  | 1963-1965                                         | 1965-1966                                         |
| Categorie              | Toermodel                                         | Toermodel                                         | Toermodel                                         | Toermodel                                         | Toermodel                                         | Toermodel                                         | Toermodel                                                  | Toermodel                                                  | Toermodel                                         | Toermodel                                         |
| Motor                  | Villiers Mk 10D                                   | Villiers Mk 10D                                   | Villiers Mk 10D                                   | Villiers Mk 13D                                   | Villiers Mk 13D                                   | Villiers Mk 30C                                   | Villiers Mk 30C                                            | AMC 15T                                                    | AMC 15T                                           | AMC 15T                                           |
| Motortype              | Tweetakt                                          | Tweetakt                                          | Tweetakt                                          | Tweetakt                                          | Tweetakt                                          | Tweetakt                                          | Tweetakt                                                   | Tweetakt                                                   | Tweetakt                                          | Tweetakt                                          |
| Bouwwijze              | Luchtgekoelde dwarsgeplaatste staande eencilinder | Luchtgekoelde dwarsgeplaatste staande eencilinder | Luchtgekoelde dwarsgeplaatste staande eencilinder | Luchtgekoelde dwarsgeplaatste staande eencilinder | Luchtgekoelde dwarsgeplaatste staande eencilinder | Luchtgekoelde dwarsgeplaatste staande eencilinder | Luchtgekoelde dwarsgeplaatste staande eencilinder          | Luchtgekoelde dwarsgeplaatste staande eencilinder          | Luchtgekoelde dwarsgeplaatste staande eencilinder | Luchtgekoelde dwarsgeplaatste staande eencilinder |
| Boring                 | 50 mm                                             | 50 mm                                             | 50 mm                                             | 50 mm                                             | 50 mm                                             | 55 mm                                             | 55 mm                                                      | 55 mm                                                      | 55 mm                                             | 55 mm                                             |
| Slag                   | 62 mm                                             | 62 mm                                             | 62 mm                                             | 62 mm                                             | 62 mm                                             | 62 mm                                             | 62 mm                                                      | 62 mm                                                      | 62 mm                                             | 62 mm                                             |
| Cilinderinhoud         | 121,7 cc                                          | 121,7 cc                                          | 121,7 cc                                          | 121,7 cc                                          | 121,7 cc                                          | 147,3 cc                                          | 147,3 cc                                                   | 147,3 cc                                                   | 147,3 cc                                          | 147,3 cc                                          |
| Carburateur(s)         | Villiers Type 3/4                                 | Villiers Type 3/4                                 | Villiers Type 3/4                                 | Villiers Type 3/4                                 | Villiers Type 3/4                                 | Villiers Type S.19                                | Villiers Type S.19                                         | Amal 375/37                                                | Amal 375/37                                       | Amal 375/37                                       |
| Smeersysteem           | Mengsmering                                       | Mengsmering                                       | Mengsmering                                       | Mengsmering                                       | Mengsmering                                       | Mengsmering                                       | Mengsmering                                                | Mengsmering                                                | Mengsmering                                       | Mengsmering                                       |
| Primaire aandrijving   | Ketting                                           | Ketting                                           | Ketting                                           | Ketting                                           | Ketting                                           | Ketting                                           | Ketting                                                    | Ketting                                                    | Ketting                                           | Ketting                                           |
| Versnellingen          | 3                                                 | 3                                                 | 3                                                 | 3                                                 | 3                                                 | 3                                                 | 3                                                          | 3                                                          | 3                                                 | 3                                                 |
| Secundaire aandrijving | Ketting                                           | Ketting                                           | Ketting                                           | Ketting                                           | Ketting                                           | Ketting                                           | Ketting                                                    | Ketting                                                    | Ketting                                           | Ketting                                           |
| Rijwielgedeelte        | Enkel wiegframe                                   | Enkel wiegframe                                   | Enkel wiegframe                                   | Enkel wiegframe                                   | Enkel wiegframe                                   | Enkel wiegframe                                   | Enkel wiegframe                                            | Enkel wiegframe                                            | Enkel wiegframe                                   | Enkel wiegframe                                   |
| Voorvork               | Girder                                            | Dunlop telescoopvork met rubbervering             | Dunlop telescoopvork met rubbervering             | Telescoopvork                                     | Telescoopvork                                     | Telescoopvork                                     | Telescoopvork                                              | Telescoopvork                                              | Telescoopvork                                     | Telescoopvork                                     |
| Achtervork             | Star                                              | Star                                              | Star                                              | Plunjervering                                     | Plunjervering                                     | Plunjervering                                     | Monovering met swingarm Vanaf 1958: duovering met swingarm | Monovering met swingarm Vanaf 1958: duovering met swingarm | duovering met Swingarm                            | duovering met Swingarm                            |
| Remmen                 | Trommelremmen                                     | Trommelremmen                                     | Trommelremmen                                     | Trommelremmen                                     | Trommelremmen                                     | Trommelremmen                                     | Trommelremmen                                              | Trommelremmen                                              | Trommelremmen                                     | Trommelremmen                                     |
| Tankinhoud             | 10 liter                                          | 10 liter                                          | 10 liter                                          | 9 liter                                           | 9 liter                                           | 9 liter                                           | 10 liter                                                   | 10 liter                                                   | 10 liter                                          | 10 liter                                          |